# Грегг, Терри
Теренс (Терри) Грегг (англ. Terence (Terry) Gregg, 23 ноября 1950) — британский хоккеист (хоккей на траве), нападающий.

## Биография
Терри Грегг родился 23 ноября 1950 года.
Играл в хоккей на траве за «Куинс Юнивёрсити» из Белфаста.
В 1972 году вошёл в состав сборной Великобритании по хоккею на траве на Олимпийских играх в Мюнхене, занявшей 6-е место. Играл на позиции нападающего, провёл 8 матчей, забил 2 мяча (по одному в ворота сборных Польши и Австралии).